# Allapoderus celebicus
Allapoderus celebicus es una especie de coleóptero de la familia Attelabidae.

## Distribución geográfica
Habita en Célebes (Indonesia).